# Zuidelijke blauwvintonijn
De zuidelijke blauwvintonijn (Thunnus maccoyii) is een straalvinnige vis uit de familie van makrelen (Scombridae) en behoort derhalve tot de orde van baarsachtigen (Perciformes). De vis kan een lengte bereiken van 245 cm. De hoogst geregistreerde leeftijd is 20 jaar.

## Leefomgeving
De zuidelijke blauwvintonijn is een zoutwatervis. De vis prefereert een gematigd klimaat en heeft zich verspreid over de drie belangrijkste oceanen van de wereld (Grote, Atlantische en Indische Oceaan). De tonijn komt echter alleen in de zuidelijke delen voor, tot ongeveer de 20e breedtegraad. In het centrale en noordelijke deel van de Atlantische Oceaan komt de gewone blauwvintonijn voor en in het centrale en noordelijke deel van de Grote Oceaan leeft de soort Thunnus orientalis. De diepteverspreiding is 50 tot ruim 2700 meter onder het wateroppervlak.

## Relatie tot de mens
De zuidelijke blauwvintonijn is voor de visserij van aanzienlijk commercieel belang. In de hengelsport wordt er veel op de vis gejaagd.